# Procés puntual
En estadística i teoria de probabilitats, un procés puntual o camp de punts és un conjunt d'un nombre aleatori de punts matemàtics situats aleatòriament en un espai matemàtic com la recta real o l'espai euclidià.
Els processos puntuals de la recta real formen un cas especial important que és particularment susceptible d'estudi, perquè els punts estan ordenats d'una manera natural, i tot el procés de punts es pot descriure completament mitjançant els intervals (aleatoris) entre els punts. Aquests processos puntuals s'utilitzen freqüentment com a models per a esdeveniments aleatoris en el temps, com ara l'arribada de clients a una cua (teoria de la cua), d'impulsos en una neurona (neurociència computacional), partícules en un comptador Geiger, ubicació d'estacions de ràdio en un xarxa de telecomunicacions o de cerques a la xarxa mundial.
Els processos puntuals generals en un espai euclidià es poden utilitzar per a l'anàlisi de dades espacials,  que és d'interès en disciplines tan diverses com la silvicultura, l'ecologia vegetal, l'epidemiologia, la geografia, la sismologia, la ciència dels materials, l'astronomia, les telecomunicacions, la neurociència computacional, economia i altres.

## Convencions
Com que els processos puntuals van ser desenvolupats històricament per diferents comunitats, hi ha diferents interpretacions matemàtiques d'un procés puntual, com ara una mesura de recompte aleatori o un conjunt aleatori, i diferents notacions. Les anotacions es descriuen detalladament a la pàgina de notació del procés de punts.
Alguns autors consideren un procés puntual i un procés estocàstic com a dos objectes diferents, de manera que un procés puntual és un objecte aleatori que sorgeix o s'associa amb un procés estocàstic, encara que s'ha observat que la diferència entre processos puntuals i els processos estocàstics no és clar. Altres consideren un procés puntual com un procés estocàstic, on el procés està indexat per conjunts de l'espai subjacent  sobre el qual es defineix, com ara la línia real o {\displaystyle n} -espai euclidià dimensional. Altres processos estocàstics com els processos de renovació i recompte s'estudien en la teoria dels processos puntuals. De vegades no es prefereix el terme "procés puntual", ja que històricament la paraula "procés" denotava una evolució d'algun sistema en el temps, de manera que el procés puntual també s'anomena camp puntual aleatori.

## Matemàtiques
En matemàtiques, un procés puntual és un element aleatori els valors del qual són "patrons de punts" en un conjunt S. Mentre que en la definició matemàtica exacta un patró de punts s'especifica com una mesura de recompte localment finita, és suficient per a propòsits més aplicats pensar en un patró de punts com un subconjunt comptable de S que no té punts límit.

### Definició
Per definir processos puntuals generals, comencem amb un espai de probabilitat {\displaystyle (\Omega ,{\mathcal {F}},P)}, i un espai mesurable {\displaystyle (S,{\mathcal {S}})} on {\displaystyle S} És un segon espai de Hausdorff i comptable localment compacte {\displaystyle {\mathcal {S}}} és el seu Borel σ -àlgebra. Considereu ara un nucli localment finit amb valors enters {\displaystyle \xi } des de {\displaystyle (\Omega ,{\mathcal {F}})} a {\displaystyle (S,{\mathcal {S}})}, és a dir, un mapeig {\displaystyle \Omega \times {\mathcal {S}}\mapsto \mathbb {Z} _{+}} tal que:
1. Per a cada {\displaystyle \omega \in \Omega }, {\displaystyle \xi (\omega ,\cdot )} és una mesura localment finita (valorada en nombres enters). {\displaystyle S}.
2. Per a cada {\displaystyle B\in {\mathcal {S}}}, {\displaystyle \xi (\cdot ,B):\Omega \to \mathbb {Z} _{+}} és una variable aleatòria sobre {\displaystyle \mathbb {Z} _{+}}.

Aquest nucli defineix una mesura aleatòria de la següent manera. Ens agradaria pensar-hi {\displaystyle \xi } com a definició d'un mapeig que mapes {\displaystyle \omega \in \Omega } a una mesura {\displaystyle \xi _{\omega }\in {\mathcal {M}}({\mathcal {S}})} (és a dir, {\displaystyle \Omega \mapsto {\mathcal {M}}({\mathcal {S}})} ), on {\displaystyle {\mathcal {M}}({\mathcal {S}})} és el conjunt de totes les mesures localment finites {\displaystyle S}. Ara, per fer que aquest mapatge sigui mesurable, hem de definir a {\displaystyle \sigma } -camp acabat {\displaystyle {\mathcal {M}}({\mathcal {S}})}. Això {\displaystyle \sigma } -camp es construeix com l'àlgebra mínima de manera que tots els mapes d'avaluació de la forma {\displaystyle \pi _{B}:\mu \mapsto \mu (B)}, on {\displaystyle B\in {\mathcal {S}}} és relativament compacte, són mesurables. Equipat amb això {\displaystyle \sigma } -camp, doncs {\displaystyle \xi } és un element aleatori, on per a cada {\displaystyle \omega \in \Omega }, {\displaystyle \xi _{\omega }} és una mesura localment finita {\displaystyle S}.

### Laplace funcional
El funcional de Laplace {\displaystyle \Psi _{N}(f)} d'un procés puntual N és un mapa del conjunt de totes les funcions de valor positiu f a l'espai d'estats de N, a {\displaystyle [0,\infty )} definit de la següent manera:
{\displaystyle \Psi _{N}(f)=E[\exp(-N(f))]}
Tenen un paper similar a les funcions característiques de la variable aleatòria. Un teorema important diu que: dos processos puntuals tenen la mateixa llei si les seves funcionals de Laplace són iguals.

## Exemples
Veurem alguns exemples de processos puntuals a {\displaystyle \mathbb {R} ^{d}.}

### Procés puntual de Poisson
L'exemple més simple i omnipresent d'un procés puntual és el procés puntual de Poisson, que és una generalització espacial del procés de Poisson. Un procés de Poisson (compte) a la línia es pot caracteritzar per dues propietats : el nombre de punts (o esdeveniments) en intervals disjunts són independents i tenen una distribució de Poisson. També es pot definir un procés de punt de Poisson utilitzant aquestes dues propietats.

### Procés puntual de Cox
Un procés de Cox (anomenat segons Sir David Cox) és una generalització del procés de punt de Poisson, ja que utilitzem mesures aleatòries en lloc de {\displaystyle \lambda \|B\|}. Més formalment, deixem {\displaystyle \Lambda } ser una mesura aleatòria.